# رحمة من السماء (فلم)
رحمة من السماء هو فيلم مصري من إخراج عباس كامل  وبطولة هند رستم، عماد حمدي، محمود المليجي، فردوس محمد، وداد حمدي ونيللي، صدر الفيلم في 28 سبتمبر 1958.

## نبذه
مجدي ينتزع الموت منه زوجته نبيلة تاركة له طفلة صغيرة تعاني نفس العذاب الذي يلاقيه والدها ويظل الزوج على ذكراه لزوجته ويصب كل اهتمامه في رعاية ابنته، ويذهب في إحدى المناسبات لشراء عروسة لابنته وفي محل العرائس يفاجأ بسيدة شديدة الشبه بزوجته في تصرفاتها وحتى صوتها.

## طاقم العمل
- هند رستم بدور نوال/نبيلة
- عماد حمدي بدور مجدي
- محمود المليجي بدور دكتور منير
- فردوس محمد بدور الدادة فاطمة
- وداد حمدي بدور فتحية
- نيللي بدور الطفلة نادية مجدي

## وصلات خارجية
- مقالات تستعمل روابط فنية بلا صلة مع ويكي بيانات